# كيم شين روك
كيم شين روك (بالكورية: 김신록) هي ممثلة كورية جنوبية. ولدت يوم 24 مارس 1981 في غوانغجو في كوريا الجنوبية.

## الأعمال

### أفلام
| السنة | العنوان | الدور   |
| ----- | ------- | ------- |
| 2018  | احتراق  | شين روك |

### مسلسلات
| السنة     | العنوان                | الدور         | ملاحظة        | م.            |
| --------- | ---------------------- | ------------- | ------------- | ------------- |
| 2020      | الملعون                | سيوك هي       |               |               |
| 2021–2024 | الطريق إلى الجحيم      | بارك جونغ جا  | الموسم 1-2    | [ 2 ]         |
| 2021      | ما وراء الشر           | اوه جي-هوا    |               | [ 3 ]         |
| 2021      | يوم واحد عادي          | آن تاي هي     |               | [ 4 ]         |
| 2022      | إذا قلت أمنيتك         | هاي-جين       | كاميو         | [ 5 ]         |
| 2022      | الابن الأصغر لتكتل     | جين هوا-يونغ  |               | [ 6 ]         |
| 2023      | يوم الاختطاف           | سيو هيه يون   |               | [ 7 ]         |
| 2023      | متحرك                  | يو وون جيو    |               | [ 8 ]         |
| 2023      | محقق الظل              | يون يون هيون  | الموسم الثاني | [ 9 ]         |
| 2023      | منزل جميل              | الرئيسة جي    | الموسم الثاني | [ 10 ] [ 11 ] |
| 2024      | ملكة الدموع            | هيون سوك      | دور الكاميو   | [ 12 ]        |
| 2025      | متخفي المدرسة الثانوية | سيو ميونغ جو  |               | [ 13 ]        |
| 2025      | نكهة الحب              | جين ميونغ سوك |               | [ 14 ]        |

## الجوائز والترشيحات
| قائمة الجوائز والترشيحات       | قائمة الجوائز والترشيحات | قائمة الجوائز والترشيحات    | قائمة الجوائز والترشيحات    | قائمة الجوائز والترشيحات | قائمة الجوائز والترشيحات |
| الجائزة                        | السنة                    | الفئة                       | المستلم                     | النتيجة                  | م.                       |
| ------------------------------ | ------------------------ | --------------------------- | --------------------------- | ------------------------ | ------------------------ |
| جوائز نجم أبان                 | 2022                     | أفضل ممثلة مساعدة           | الطريق إلى الجحيم           | فوز                      | [ 15 ]                   |
| جوائز بايكسانغ للفنون          | 2020                     | أفضل ممثلة – مسرح           | نوكشون لديه حقول من القذارة | رُشِّح                      | [ 16 ]                   |
| جوائز بايكسانغ للفنون          | 2022                     | أفضل ممثلة مساعدة – تلفزيون | الطريق إلى الجحيم           | فوز                      | [ 17 ]                   |
| جوائز بايكسانغ للفنون          | 2023                     | أفضل ممثلة مساعدة – تلفزيون | الابن الأصغر لتكتل          | رُشِّح                      | [ 18 ]                   |
| جوائز مسلسلات التنين الأزرق    | 2022                     | أفضل ممثلة مساعدة           | الطريق إلى الجحيم           | فوز                      | [ 19 ]                   |
| جوائز نسخة المخرج              | 2022                     | أفضل ممثلة جديدة            | الطريق إلى الجحيم           | فوز                      | [ 20 ]                   |
| جوائز التذاكر الذهبية لنتربارك | 2023                     | أفضل ممثلة في مسرحية        | - قطع الفم - إصلاح الأحياء  | رُشِّح                      | [ 21 ]                   |

## روابط خارجية
- كيم شين-روك على موقع IMDb (الإنجليزية)
- كيم شين-روك على موقع قاعدة بيانات الفيلم (الإنجليزية)
- كيم شين-روك على موقع كينوبويسك (الروسية)